# Eddie Kendricks
Edward James Kendrick (Birmingham (Alabama), 17 december 1939 – aldaar, 5 oktober 1992), beter bekend als Eddie Kendricks, was een Amerikaanse soul-, pop- en discozanger en songwriter. Karakteristiek aan zijn zangkunst was zijn falsettostem. Voor dat hij een solocarrière begon, maakte hij deel uit van de succesvolle Motowngroep The Temptations.

## Biografie

### Pre-Temptationsperiode
Eddie Kendricks begon zijn zangcarrière in Birmingham, Alabama. Daar ontmoette hij zijn toekomstige vrienden Paul Williams, Kel Osbourne en Willie Waller. Hiermee vormde hij de groep The Cavaliers. In 1957 vertrok de groep met een omweg via Cleveland, Ohio naar Detroit. Willie Waller ging niet mee en zo werd de groep dus een drietal. Eenmaal in Detroit gingen ze zichzelf The Primes noemen. Ze hadden ook een zustergroep The Primettes waar onder andere de toekomstige Supremes Diana Ross, Florence Ballard en Mary Wilson zaten. Toen in 1961 Osbourne naar Californië vertrok bleven Kendricks en Williams als enige twee over. Toen bleek dat bij The Distants, een andere groep uit Detroit, ook leden vertrokken en nieuwe gezocht werden, besloten Williams en Kendricks samen met hen een groep te gaan vormen. Ze noemden zichzelf The Elgins. Die naam bleek al in gebruik, daarop werd gekozen voor de naam The Temptations, de verleidingen.

### Temptationsperiode
Aan het begin van hun carrière bestonden The Temptations uit Eddie Kendricks, Paul Williams, Melvin Franklin, Otis Williams en Elbridge Bryant. Toen Bryant werd vervangen door David Ruffin kwamen pas de eerste hits voor de groep. Op deze nummers zong Kendricks de lead. "The Way You Do the Things You Do", "I'll Be in Trouble" en "Girl (Why You Wanna Make Me Blue)" zijn hier voorbeelden van. Ook op "The Girl's Alright With Me", een kleine hit maar met behulp van Kendricks geschreven, zingt hij lead. Toen "My Girl", met als lead David Ruffin, in de VS op nummer 1 kwam, zong Kendrick nog maar sporadisch lead in nummers. Die werden voortaan vooral door Ruffin gezongen. In 1968 moest Ruffin echter The Temptations verlaten. Hij werd vervangen door Dennis Edwards, tot dan toe lid van The Contours, een andere Motowngroep. Vanaf de komst van Edwards begonnen The Temptations een nieuw soort muziek te maken, psychedelic soul. Hierbij zongen meestal meer dan 1 persoon lead. Hierdoor kreeg Eddie Kendricks dus ook weer meer kansen om samen met de andere "Tempts" solo's te zingen. Dit gebeurde ook op nummers als "Cloud Nine", "Run Away Child, Running Wild" en de nummer 1-hit "I Can't Get Next to You". Kendricks zelf hield niet echt van deze nieuwe stijl. Hij verlangde terug naar de liefdesliedjes die The Temptations in het begin van hun carrière maakten. Toen in 1971 "Just My Imagination (Running Away with Me)" uitkwam, bleek het al te laat te zijn. Alhoewel Kendrick bijna de hele lead in het nummer had en het weer een liefdesliedje was, wilde hij toch The Temptations verlaten. Toen Kendricks al weg was, haalde het nummer wel nog de nummer 1-positie op de Amerikaanse hitlijst.

### Solocarrière
In 1971 begon Eddie Kendricks zijn solocarrière. In de eerste paar jaar leek de carrière een flop. Geen van zijn singles als "Eddie's Love" en
"If You Let Me" haalden de top 40. Toen in 1973 producer Frank Wilson met het nummer "Keep On Truckin'" op de proppen kwam bleek dit echter de ommekeer. Het werd niet alleen Kendricks' eerste top 40-hit, het was ook zijn eerste en enige nummer 1-hit. Dit was niet zijn enige succesvolle nummer. "Keep On Truckin'" werd opgevolgd door "Boogie Down" een nummer 2-hit. Hierna volgden nog een paar andere top 40-hits als "Son Of Saggitarius". In 1978 verliet Kendricks Motown en nam zijn succes af. In 1982 ging hij samen met David Ruffin en de overgebleven Temptations op een reünietoer. Dit bleek geen succes. Toen hij The Temptations weer verliet besloot Kendricks samen met Ruffin te gaan toeren. In 1985 traden ze op met Hall & Oates tijdens het benefietconcert Live Aid in Philadelphia. In 1989 besloot het duo samen met Dennis Edwards om te gaan toeren als "Ruffin/Kendricks/Edwards, Former Leads of The Temptations". Dit bleek evenmin een succes. Ruffin overleed in 1991. Eddie Kendricks trad toen weer op als solo-artiest. Hij overleed op 5 oktober 1992 aan longkanker.

## Discografie

### Nummers met The Temptations waarop Eddie Kendricks lead zingt
- 1962: "Paradise" (#122, Melvin Franklin zingt ook lead)
- 1964: "The Way You Do the Things You Do" (#11)
- 1964: "I'll Be in Trouble" (#33, Melvin Franklin zingt ook lead)
- 1964: "The Girl's Alright With Me" (#102)
- 1964: "Girl (Why You Wanna Make Me Blue)" (#26)
- 1965: "You've Got to Earn It" (#123)
- 1966: "Get Ready" (#29)
- 1967: "You're My Everything" (#6, David Ruffin zingt ook lead)
- 1967: "I've Been Good To You" (#124)
- 1967: "(Loneliness Made Me Realize) It's You That I Need" (#14, de overige Temptations zingen ook lead)
- 1968: "Please Return Your Love to Me" (#26)
- 1968: "Cloud Nine" (#6, de overige Temptations zingen ook lead)
- 1968: "I'm Gonna Make You Love Me" (#2, met The Supremes, Diana Ross en Otis Williams zingen ook lead)
- 1969: "Run Away Child, Running Wild" (#6, de overige Temptations zingen ook lead)
- 1969: "I'll Try Something New" (#25, met The Supremes, Diana Ross en Melvin Franklin zingen ook lead)
- 1969: "Don't Let the Joneses Get You Down" (#20, de overige Temptations zingen ook lead)
- 1969: "I Can't Get Next to You" (#1, de overige Temptations zingen ook lead)
- 1969: "Psychedelic Shack" (#7, de overige Temptations zingen ook lead)
- 1970: "Ball of Confusion (That's What the World Is Today)" (#3, Dennis Edwards, Paul Williams en Melvin Franklin zingen ook lead)
- 1971: "Just My Imagination (Running Away with Me)" (#1, Paul Williams zingt ook lead)

### Solo
- 1971: "It's So Hard For Me To Say Good-Bye" (#88)
- 1972: "Eddie's Love" (#77)
- 1972: "If You Let Me" (#66)
- 1972: "Girl You Need A Change Of Mind (Part 1)" (#87)
- 1973: "Darling Come Back Home" (#67)
- 1973: "Keep On Truckin' (Part 1)" (#1)
- 1974: "Boogie Down" (#2)
- 1974: "One Tear" (#71)
- 1974: "Son of Sagittarius" (#28)
- 1974: "Tell Her Love Has Felt the Need" (#50)
- 1975: "Get the Cream off the Top" (#50)
- 1975: "Happy" (#66)
- 1975: "Shoeshine Boy" (#18)
- 1976: "He's a Friend" (#36)

- Bibsys: 44935
- Biblioteca Nacional de España: XX986492
- Bibliothèque nationale de France: cb13949627t (data)
- Gemeinsame Normdatei: 134424794
- International Standard Name Identifier: 0000 0003 6320 1523
- Library of Congress Control Number: n91056080
- MusicBrainz: cf3ea6e9-c856-4737-a988-6b64cc9f2bf2
- Nationale Bibliotheek van Tsjechië: xx0069590
- Nederlandse Thesaurus van Auteursnamen: 098547283
- Système universitaire de documentation: 252741250
- Virtual International Authority File: 226820672
- WorldCat: E39PBJfGVb74ydx8gcpygFtxjC